# Jean-Edmé Dufour

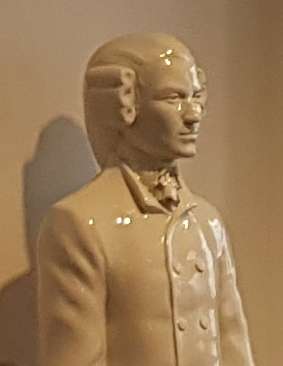
Detail van porseleinen standbeeld van Jean-Edmé Dufour (géén portret), voorheen in Museum aan het Vrijthof, sinds ca. 2016 in de Universiteitsbibliotheek Maastricht

Jean-Edmé Dufour (Parijs, 1728 - na 1796) was een Franse uitgever, drukker en boekhandelaar, die aan het eind van de 18e eeuw vanuit Maastricht en Luik de Franse en internationale markt voorzag van boeken en geschriften, die voor een deel in Frankrijk verboden waren.

## Levensbeschrijving
Over het leven van Jean-Edmé Dufour is slechts spaarzaam informatie voorhanden. Hij werd waarschijnlijk in 1728 in Parijs geboren, waar hij zijn schoolopleiding volgde bij de jezuïeten. Na een opleiding bij een Parijse boekhandel zocht hij zijn heil in Luik, waar hij in 1761 corrector werd bij de gerenommeerde drukker Jean-François Bassompierre. Waarschijnlijk leerde hij te Luik ook zijn echtgenote kennen.
Op 20 oktober 1766 werd Dufour ingeschreven als burger van Maastricht onder het ambacht van de kremers (handelaren). Dufour drukte en verkocht uitsluitend Franstalig werk en speelde door zijn keuze voor bepaalde werken een belangrijke rol bij de verspreiding van de ideeën van de Verlichting in Maastricht en omgeving. Door zijn omvangrijke netwerk verwierf hij al snel een zekere faam. Zijn eerste publicatie verscheen in 1772. In 1774 verzond hij voor het eerst een catalogus aan zijn internationale klantenkring, voornamelijk verzamelaars in steden als Brussel, Parijs, Genève, Kassel, Weimar, Warschau, Sint-Petersburg, Stockholm en Londen. De catalogus vermeldde onder andere dat zijn boekhandel te Maastricht al acht jaar lang wekelijks een kist met nieuwe uitgaven uit Parijs ontving.

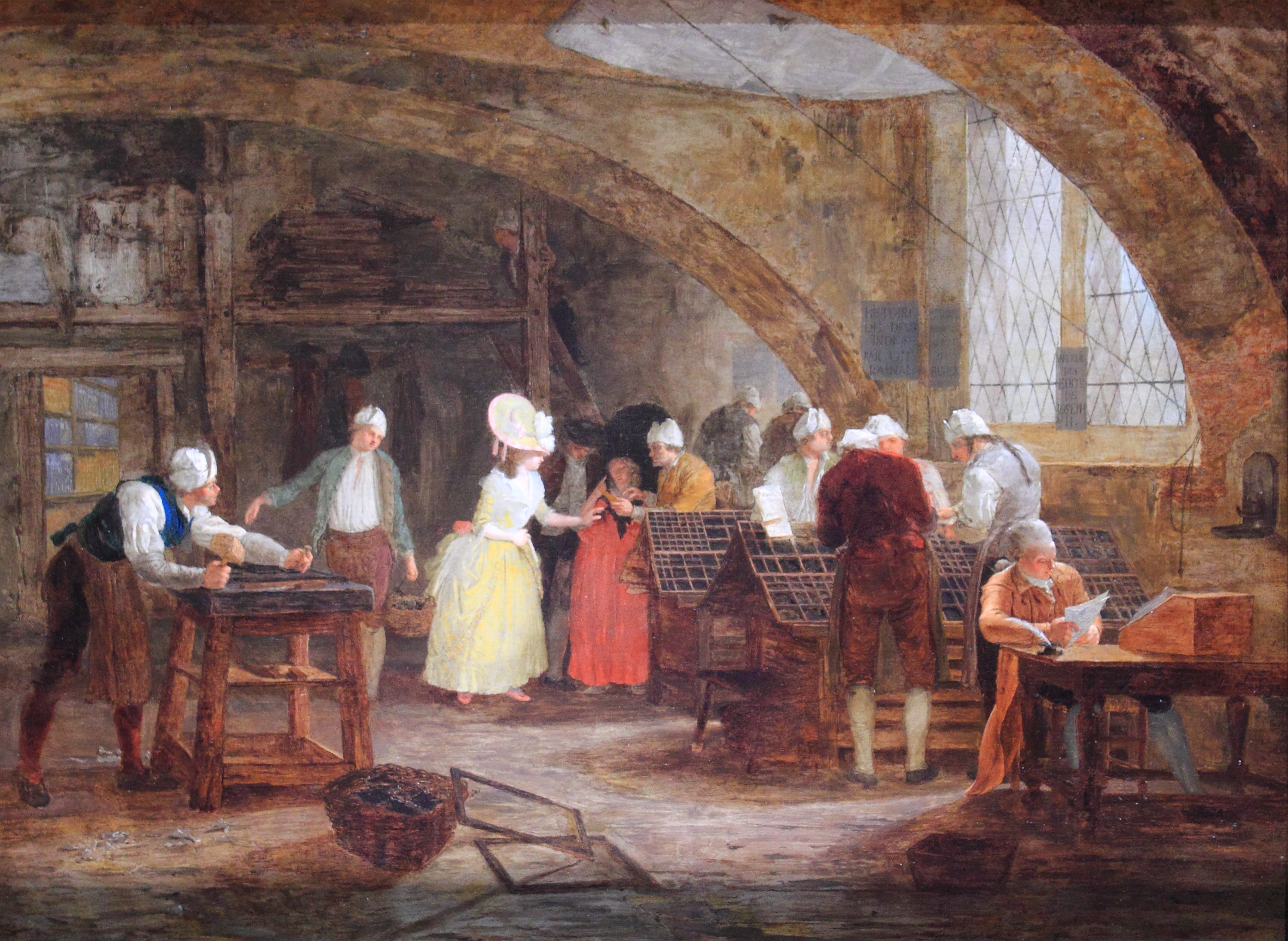
Léonard Defrance, Bezoek aan een drukkerij, Luik, ca. 1790

In 1775 kocht Jean-Edmé Dufour een groot pand aan het Vrijthof, het zogenaamde Spaans Gouvernement. In hetzelfde jaar associeerde hij zich met de Zwitser Philippe Roux, die al sinds 1737 in Maastricht actief was als drukker en boekhandelaar. De drukkerij werd gevestigd in het achterhuis, het huidige pand Papenstraat 2, waar van 1775 tot 1788 meer dan 150 boektitels werden gedrukt op vijf persen. In het grote complex (inclusief het tegenwoordige bankgebouw op de hoek Vrijthof-Sint Jacobstraat-Papenstraat) waren tevens enkele personeelsleden met hun gezinnen gehuisvest. Dat de zaken goed gingen blijkt wel uit de omvangrijke catalogus die Dufour in 1785 publiceerde, waarin 7500 werken werden aangeboden. Dufour drukte niet alles zelf; hij importeerde ook veel in Amsterdam of Den Haag gedrukte werken, die via Straatsburg naar Frankrijk werden gesmokkeld. Uit Parijs importeerde hij modebladen en behangselpapier, dat elders gretig aftrek vond.
Na de dood van Philippe Roux in 1786 trad zijn zoon Paul in zijn plaats. In het voorjaar van 1788 vertrok Dufour met zijn gezin halsoverkop uit Maastricht. Zelfs hun kleren lieten ze daarbij achter. Wat de reden van deze paniekvlucht is geweest, is niet opgehelderd. Geopperd is dat het om een persoonlijk conflict ging. In de loop van 1789 werden de persoonlijke bezittingen van het gezin naar Luik gestuurd, waar Dufour een nieuw leven trachtte op te bouwen. In hetzelfde jaar werden de in Maastricht achtergelaten boeken en het pand aan het Vrijthof met inventaris bij opbod verkocht. De financiële afwikkeling zou nog tot 1811 voortslepen. Na het plotselinge vertrek van Dufour zetten Paul Roux en ene Veugen het Maastrichtse bedrijf voort tot circa 1794. In 1795 werd de drukkerij overgenomen door Theodoor Nypels (1758-1810), de pater familias van een fameus geslacht van drukkers en een voorvader van Charles Nypels.
Over Dufours verblijf in Luik is weinig meer bekend dan dat hij in 1796, na de Franse machtsovername in het prinsbisdom Luik, secretaris-generaal van het bestuur van het departement Ourthe was.

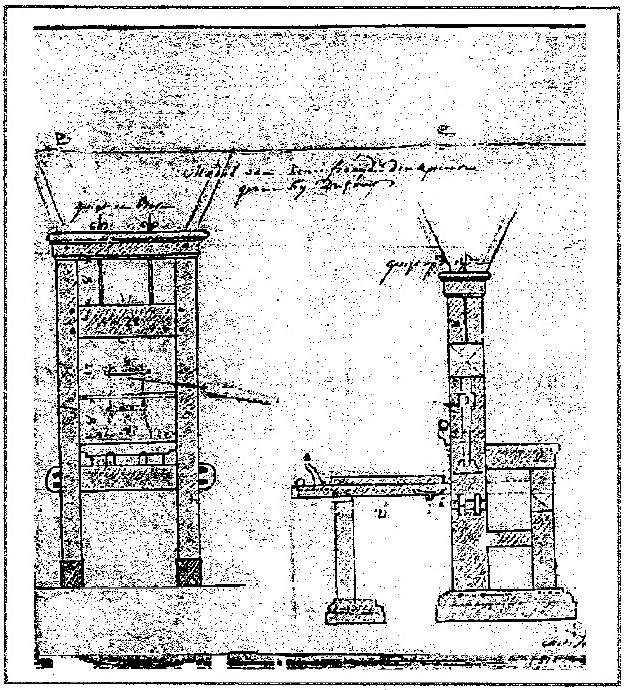
Drukpers Dufour & Roux, tekening M. Soiron, ca. 1780
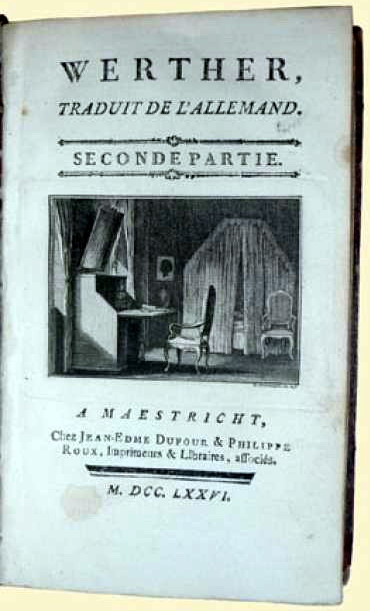
Eerste Franse editie van Goethe's Werther, 1776
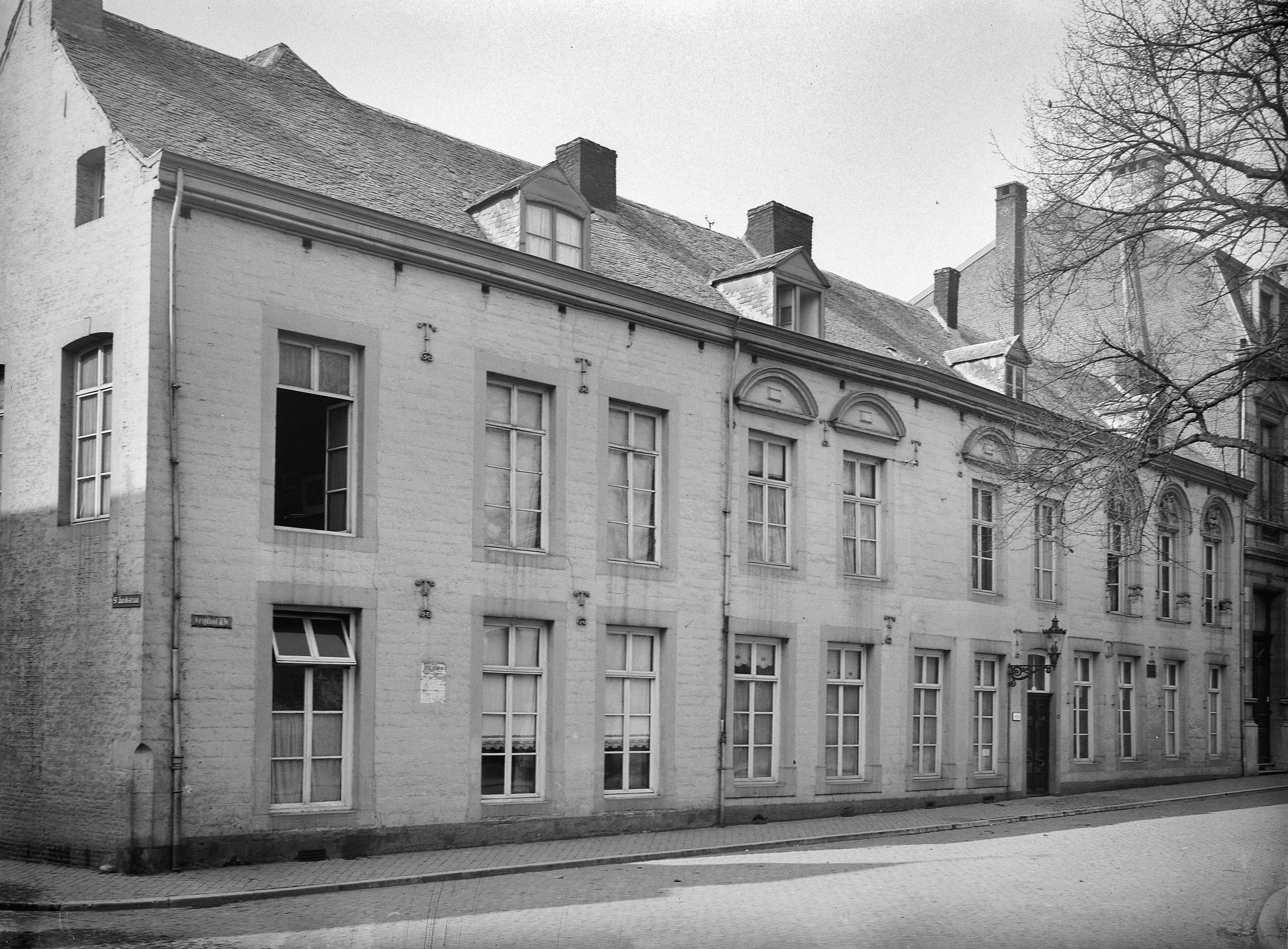
Het Spaans Gouvernement in 1917
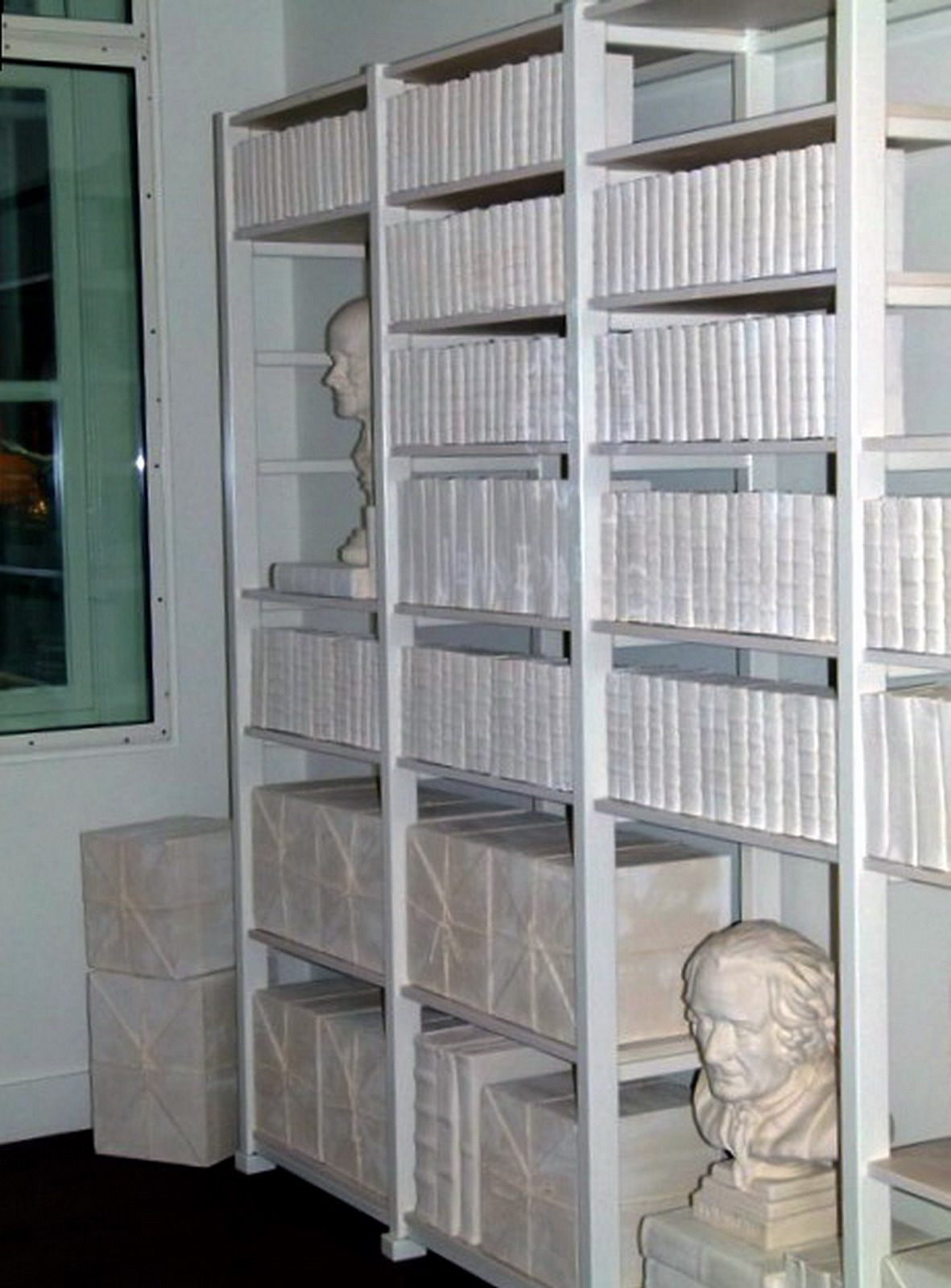
Voormalige Dufourzaal in het Museum aan het Vrijthof

## Uitgaven
Tot de invloedrijke werken die Jean-Edmé Dufour in Maastricht voor de West-Europese markt drukte, behoren:
- Abbé Guillaume Raynal (met bijdragen van Diderot), Histoire Philosophique et Politique des Etablissements et du Commerce des Européens dans les Deux Indes
- Johann Lorenz von Mosheim, Histoire ecclésiastique
- William Robertson, Histoire du Règne de l'Empereur Charles-Quint (gedrukt in het pand waar Keizer Karel V 250 jaar eerder overnachtte)
- Johann Wolfgang von Goethe, Werther (1776, eerste Franstalige uitgave, twee jaar na de Duitse)

Verder gaf Dufour werk uit van beroemde schrijvers als Rousseau, Voltaire, Diderot, Helvétius, Beaumarchais Choderlos de Laclos en Brantôme. Daarnaast publiceerde hij stichtelijke lectuur en lichtzinnige, of zelfs licht pornografische lectuur als:
- Madame de Genlis, Annales de la Vertu
- Antoine Bret of Claude Villaret, La belle Allemande ou les galanteries de Thérèse
- Henri-Joseph Dulaurens, Irmice ou la Fille de la Nature[7]
- Anecdotes sur Madame la Comtesse Du Barry
- Lettres Nouvelles ou Nouvellement Recouvrées de La Marquise de Sevigné (1774)

## Trivia
- Als openingsstunt voor de nieuwe Maastrichtse vestiging aan het Vrijthof verlootte Dufour een kostbare, in kalfsleer gebonden, 21-delige Dictionaire Encyclopédique.
- Uit de boedelverkoop van Dufours nalatenschap in Maastricht blijkt dat hij lid was van de vrijmetselaarsloge La Constance. In december 1789 werden een aantal vrijmetselaarsattributen van Dufour overhandigd aan de grootmeester van de loge.
- In het vernieuwde Museum aan het Vrijthof werd in 2012 een kamer ingericht ter ere van Jean-Edmé Dufour. De Dufourzaal bevond zich in het oorspronkelijk bij het Spaans Gouvernement behorende pand Papenstraat 2, waar ooit de drukpersen van Dufour & Roux stonden.